# Кудако, Вадим Вячеславович
Вадим Вячеславович Кудако (род. 24 февраля 1997, Череповец, Вологодская область) — российский хоккеист, защитник.

## Карьера
Воспитанник череповецкой «Северстали». В сезоне 2013/14 дебютировал в команде МХЛ «Алмаз». 31 августа 2015 сыграл первый матч за «Северсталь» в КХЛ — дома против СКА (0:3). Бронзовый призёр молодёжного чемпионат мира 2017 года. Победитель хоккейного турнира зимней Универсиады 2019 года. 21 мая 2021 года перешёл в «Сибирь». В конце 2022 года клуб расторг контракт, и Кудако перешёл в «Сочи». 25 августа 2023 года покинул клуб. Последним клубом хоккеиста стал выступающий в ВХЛ фарм-клуб московского ЦСКА — «Звезда», за который он провёл 14 матчей в сезоне 2023/24, после чего 5 декабря 2023 года ЦСКА объявил о расторжении контракта с игроком. 22 сентября 2024 года хоккеист объявил о завершении спортивной карьеры игрока в возрасте 27 лет. Всего в КХЛ Кудако провёл 376 матчей, в которых набрал 52 очка — забросил 21 шайбу и отдал 31 результативную передачу с показателем полезности «-47».